# Algo más (álbum de Los Secretos)
Algo más, editado en 1983, es el tercer álbum de estudio del grupo español de música pop Los Secretos. 

## Lista de canciones del álbum
| N.º | Título               | Escritor(es)           | Duración |  |
| 1.  | «Algo más»           | Enrique Urquijo        |          |  |
| 2.  | «Callejear»          | José María Granados    |          |  |
| 3.  | «Tiene que cambiar»  | Álvaro Urquijo         |          |  |
| 4.  | «De vuelta»          | Enrique Urquijo        |          |  |
| 5.  | «No me imagino»      | Enrique Urquijo        |          |  |
| 6.  | «Hoy no»             | Enrique Urquijo        |          |  |
| 7.  | «El tiempo pasa»     | Enrique Urquijo        |          |  |
| 8.  | «Perdida la ilusión» | Álvaro Urquijo         |          |  |
| 9.  | «En el bar»          | Enrique Urquijo-P.Díaz |          |  |